# Bertha Hoola van Nooten

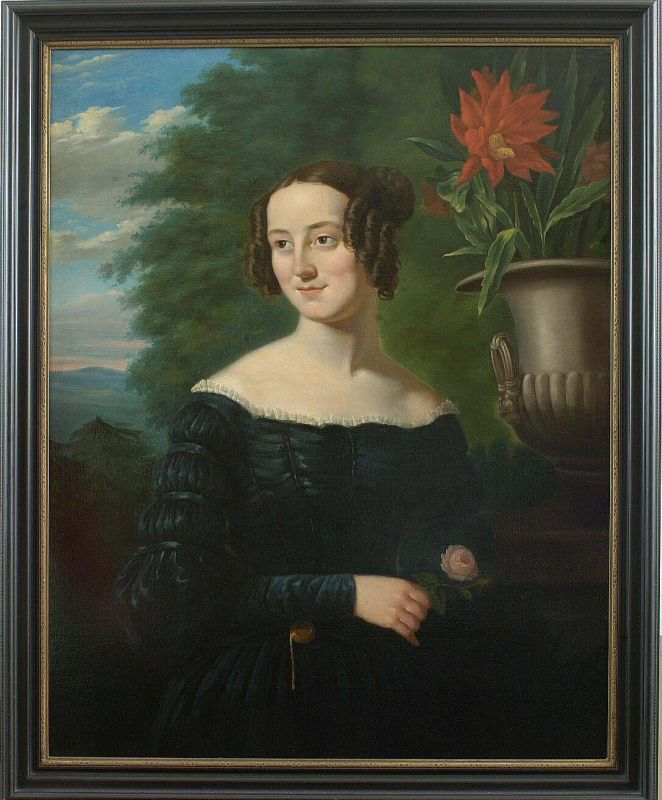
Bertha Hoola van Nooten vor 1875

Bertha (Berthe) Henrica Philippina Hoola van Nooten (* 12. Oktober 1817 in Utrecht; † 12. April 1892 in Batavia) war eine niederländische Lehrerin, Illustratorin und Botanikerin, bekannt für ihr botanisches Werk Fleurs, Fruits et Feuillages, choisis de l'île de Java mit Zeichnungen von ihrer Hand.

## Leben
Als Bertha Henrica Philippina Van Dolder wurde sie als Tochter des Pfarrers Johannes Wilhelmus Van Dolder und seiner zweiten Frau Philippina Maria Batenburg in Utrecht, in einigen Quellen auch Wageningen am 12. Oktober 1817 geboren. Sie hatte einen älteren Halbbruder aus der ersten Ehe des Vaters und zwei Schwestern aus der zweiten Ehe. Es ist wenig über ihre jungen Jahre bekannt, außer dass sie bereits von der Naturwissenschaft fasziniert war und sich gut mit der Blumenmalerei auskannte.
Am 11. Juli 1838 heiratete sie in Wageningen den Juristen und Richter Dirk Hoola van Nooten, der auf den Westindischen Inseln arbeitete. Nach der Heirat zog das Paar nach Suriname. Dort wuchs ihr Interesse an der Botanik und sie schickte regelmäßig Pflanzenexemplare in niederländische Botanische Gärten. Später leitete das Paar eine protestantische Mädchenschule in New Orleans. Dirk Hoola van Nooten starb 1847 an Gelbfieber und Berthe blieb mit fünf Kindern zurück. Um ihren Lebensunterhalt zu verdienen, besuchte sie weiterhin Mädchenschulen in Plaquemine (Louisiana) und Galveston (Texas), konnte sich aber nicht von ihren Schulden befreien. Ihr wohlhabender Halbbruder Vincent Jacob van Dolder überredete sie, nach Niederländisch-Ostindien zu kommen; er bezahlte ihre Reisekosten. Sie hatte mit ihm jedoch ein angespanntes Verhältnis als strenge Christin, da sich ihr Bruder von seiner in den Niederlanden verbliebenen Frau scheiden lassen wollte, um die Sklavin Helena Cruickshank zu heiraten. Bertha kam 1856 in Batavia an. Dort versuchte sie, wieder eine Schule für „Pädagogik und Sekundarbildung für junge Lehrer“ aus „der zivilisierten Klasse“ zu gründen. Für eine Probezeit von einem Jahr erhielt sie von der Regierung eine Zulage von 1500 Gulden pro Monat. Als Kompetenznachweis konnte sie eine „Zulassungsbescheinigung als Schullehrerin in den Sprachen Niederländisch, Hochdeutsch, Französisch und Englisch“ vorlegen, ausgestellt vom Provinzialausschuss für Bildung in Gelderland. Die Schule, im besseren Viertel von Batavia gelegen, begann am 1. Juli 1857 mit 23 Schülern; die Subvention wurde jedoch Ende 1858 eingestellt Bertha Hoola van Nooten machte in bescheidenerem Umfang weiter. 1860 kündigte sie im Java Messenger an, dass sie in Buitenzorg ein Internat für zwölf „zivilisierte Mädchen“ leiten würde.
Sie unterrichtete auch Zeichnen und nutzte ihre Aquarellfähigkeiten, um die Botanik Javas für das europäische Publikum einzufangen, denn sie kannte das große Interesse in Europa an aufwendigen Illustrationen exotischer Früchte und Blumen. Sie fand zudem in ihren Arbeiten in der Natur Trost und schrieb, sie hoffe, dass Frauen ihrem Beispiel folgen würden, da das Studium der Natur „den Geist zur Quelle allen wahren Trostes führt“.
Bertha Hoola van Nooten erklärte kein ausgeprägtes botanisches Wissen zu besitzen, deswegen lieferte sie den Botanikern getreue Darstellungen der Pflanzen und Früchte. Doch im Begleittext zu jeder der 40 lebensgroßen Abbildungen auf botanische Familien zeigen sich ihre Kenntnisse der lokalen botanischen Gärten, die in Java angelegt wurden, zusammen mit ausführlichen Beschreibungen jeder Pflanze sowie ihrer Geschichte, Symbolik und ethnobotanischen Verwendung.
Hoola van Nooten kehrte für eine kurze Zeit in die Niederlande zurück und versuchte erfolglos ihre Aquarelle zu veröffentlichen. Erst als Königin Sophie von Württemberg auf ihre Werke aufmerksam wurde und die Schirmherrschaft übernahm, konnte sie eine Auswahl ihrer Gemälde von 1863 bis 64 chromolithographieren und veröffentlichen lassen. Es entstand ihr Werk Fleurs, Fruits et Feuillages, choisis de l'île de Java: peints d'après nature, das 1863 in Brüssel veröffentlicht wurde. Das veröffentlichte Werk war der Königin gewidmet. Wie die Königin auf das Werk von Bertha Hoola van Nooten aufmerksam wurde, ist nicht bekannt, doch durch ihre Intervention wurde eines der prächtigsten illustrierten Werke über die Flora Südostasiens veröffentlicht.

## Fleurs, Fruits et Feuillages, choisis de l'île de Java
Bertha fertigte die „Zeichnung aus der Natur“ im Botanischen Garten in Buitenzorg an, wo für sie eine Glaskuppel angefertigt worden war. Das Werk im Großfolioformat enthält etwa vierzig wunderschöne Tafeln mit Früchten und Pflanzen aus Java, mit Begleittext in Französisch und Englisch. Die erste Ausgabe erschien in zehn Ausgaben mit jeweils vier handkolorierten Lithographien nach ihren Zeichnungen. In den Niederlanden wurde das Werk von der Buchhandlung J. Noordendorp in Amsterdam verkauft.
Die abgebildeten Pflanzen waren:
- Codiaeum variegatum Rumph. (Kaijoe Poering) – Kroton (Pflanze)
- Amherstia nobilis Wall. – Tohabaum
- Citrus decumana L. (Djerook bezaar) – pompelmoes
- Theobroma cacao L. (Tjoklaad) – Kakaobaum
- Tradescantia discolor Smith. (Gehwor meera) – Purpurblättrige Dreimasterblume
- Elettaria speciosa Bl. (Honjeh lakka) – Elettaria
- Nephelium lappaceum L. (Ramboetan atjeh matjan) – Rambutan
- Lansium domesticum Jack. (Doekoe) – Lansibaum
- Caladium bicolor Vent. (Tallas sabrang) – Caladium bicolor
- Saraca declinata Miq. (Kisokka) – Saraca declinata
- Sterculia nobilis Smith. (Hantap) – Sterculia monosperma
- Otophora alata Bl. (Pisang tjina)
- Amarantus tricolor L. (Baijem meera) – Dreifarbiger Fuchsschwanz
- Spathiphyllopsis minahassae T. et B. (Tjariang poetie)
- Xanthochymus dulcis Roxb. (Moendoe) – Moendoe
- Garcinia mangostana L. (Mangies) – Mangostane
- Poinsettia pulcherrima Grah. (Kajoe meera) – Weihnachtsstern (Pflanze)
- Butea frondosa Roxb. (Plossoh) – Butea monosperma – Malabar-Lackbaum
- Anona squamosa L. (Serikaija) – zoetzak – Zimtapfel
- Anona reticulata L. (Boewa nonna) – custardappel – Netzannone
- Pisonia sylvestris T. et B. var. Pisonia alba Spangh. (Widjojo koesoema en Kohl banda) – Pisonia
- Lagerstroemia regia Roxb. (Boengoer) – Königinblume
- Citrus sarcodactylis Hort. Bog. (Djerook tangan) – Zitronatzitrone
- Cynometra cauliflora L. (Namnam) – Cynometra cauliflora
- Strophanthus dichotomus Dec. (Kikoeija) – Strophanthus
- Artocarpus polyphema Pers. (Tjampedak) – Cempedakbaum
- Anacardium occidentale L. (Jamboe monjet) – Cashewbaum
- Durio zibethinus L. (Durian) – Durian
- Flores jambosae domesticae Rumph. en Fructus jambosae domesticae Rumph. (Jamboe bol) – Wasserapfel
- Mangifera indica L. (Manga wangie) – Mango
- Syzygium jambolanum Dec. (Djamblang) – Jambulbaum
- Musa coccinea Andr. (Pisang sole) – Musa coccinea
- Musa paradisiaca L. (Pisang maas) – Dessertbanane
- Theobroma cacao (var. alba) L. (Tjoklaad) – Kakaobaum
- Averrhoa bilimbi L. (Bliembing) – Gurkenbaum
- Poinciana regia Boj. (Blamboijant) – Flammenbaum
- Zalacca edulis Reinw. (Salak) – Salak
- Anona muricata L. (Nanka wolanda) – Stachelannone
- Carica papaya L. (Papaija) – Papaya

Diese Arbeit wurde begeistert aufgenommen; Berühmte Botaniker wie Friedrich Anton Wilhelm Miquel lobten es und es wurde ein kommerzieller Erfolg. Generalgouverneur Baron Sloet van de Beele unterstützte Bertha mit der beträchtlichen Summe von zweitausend Gulden. Eine zweite Auflage folgte schnell und eine dritte Auflage erschien 1881. Die Malvorlagen wurden mit der neuen Chromolithographie-Technik gedruckt.
1867 veröffentlichte sie das Lehrbuch „Aurora oder die Morgenröte des Wissens“. Mischungen aus moralischen und wissenschaftlichen Bereichen in 550 Exemplaren. Zwei Jahre später erschien eine zweisprachige Version mit Texten auf Niederländisch und Malaiisch.
Im Jahr 1872 hatte Bertha ein kurzes Treffen mit dem russischen Großfürsten Alexei Alexandrowitsch Romanow (1850–1908), dem Sohn des russischen Zaren Alexander II., der Batavia auf seiner diplomatischen Weltreise besuchte. Sie überreichte ihm ein Luxusexemplar ihrer Fleurs, Fruits, et Feuillages und der russische Prinz dankte ihr mit einem Armband.
Bertha starb, immer noch verschuldet, am 12. April 1892 im Haus ihres Schwiegersohns in Tanah Abang. Ihr Erbe, darunter 14 Exemplare von Fleurs, Fruits en Feuillages in der Deluxe-Ausgabe, und ihr Immobilienbesitz wurden öffentlich versteigert.

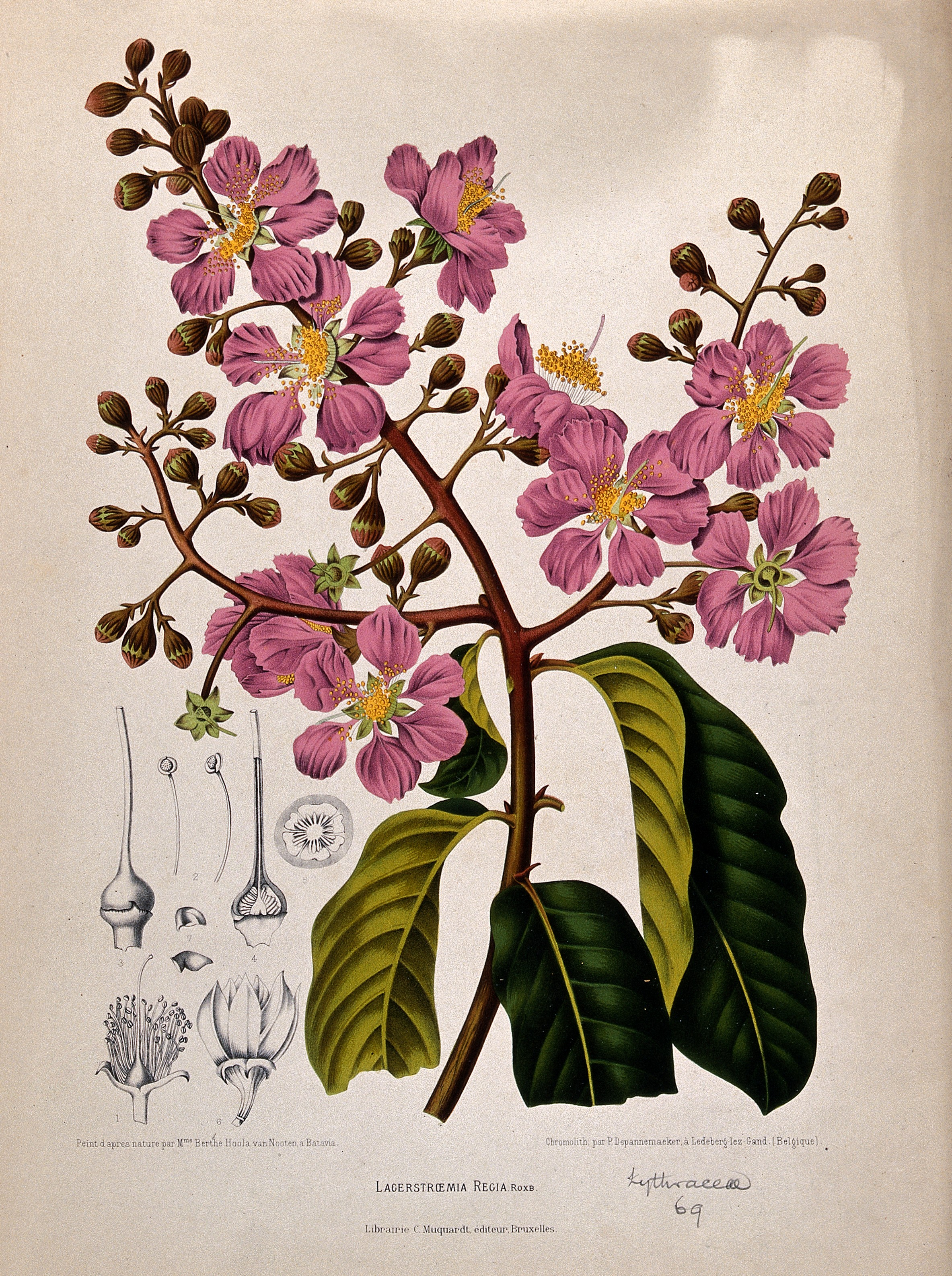
Pride-of-India, queen flower or pyinma (Lagerstroemia speciosa (L.) Pers.)
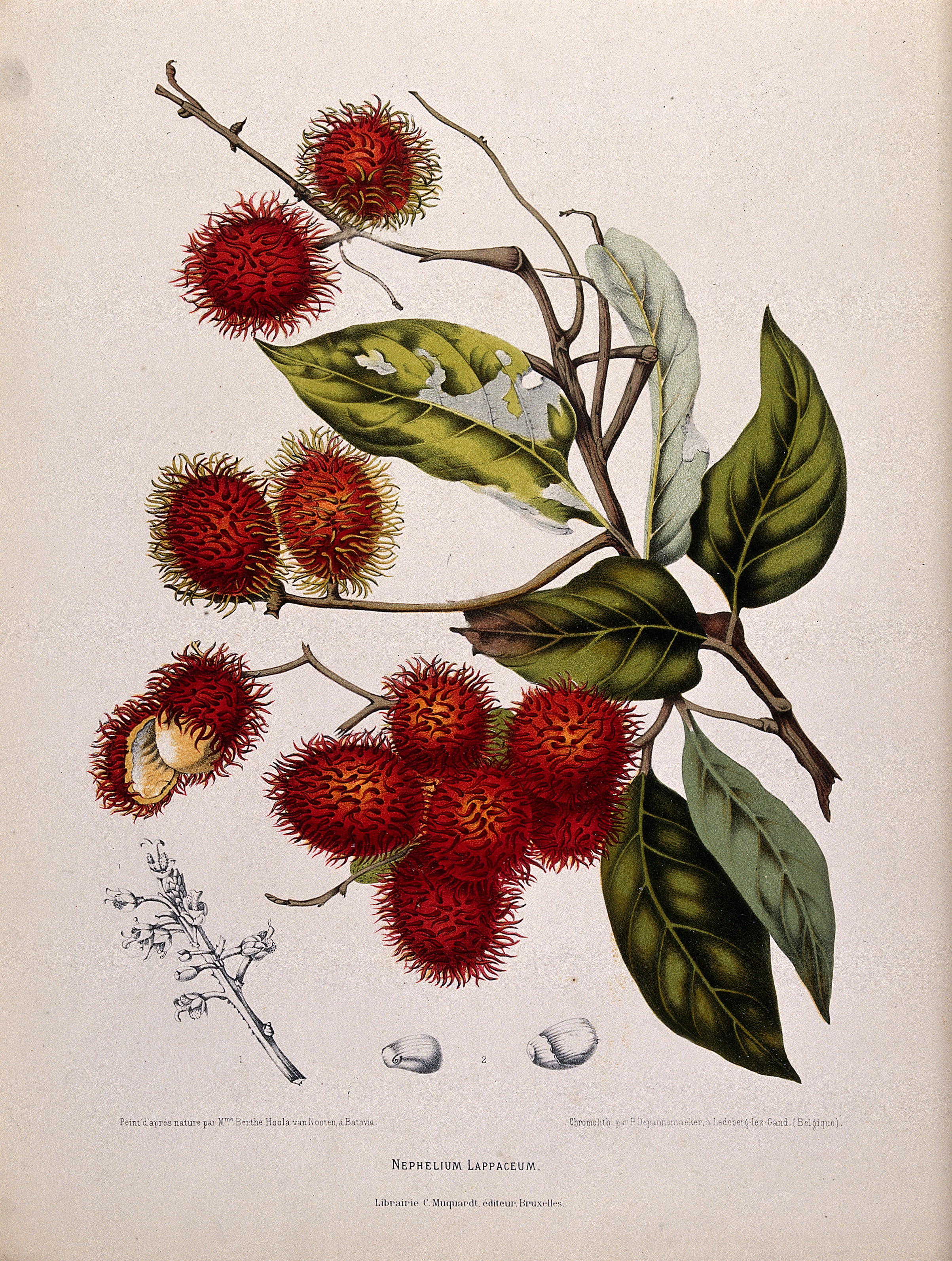
Rambutan (Nephelium lappaceum L.)
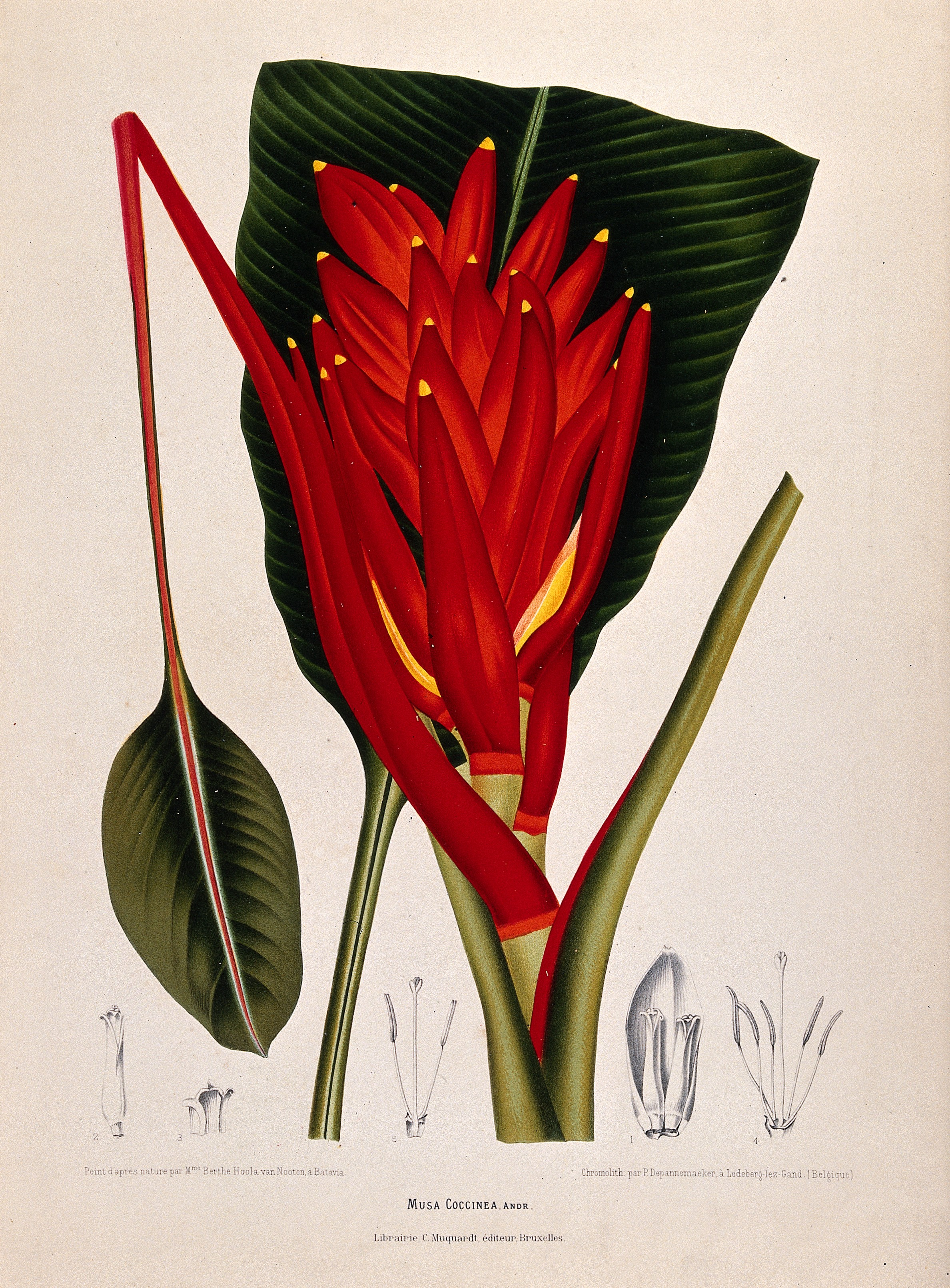
Banana (Musa coccinea Andr.)
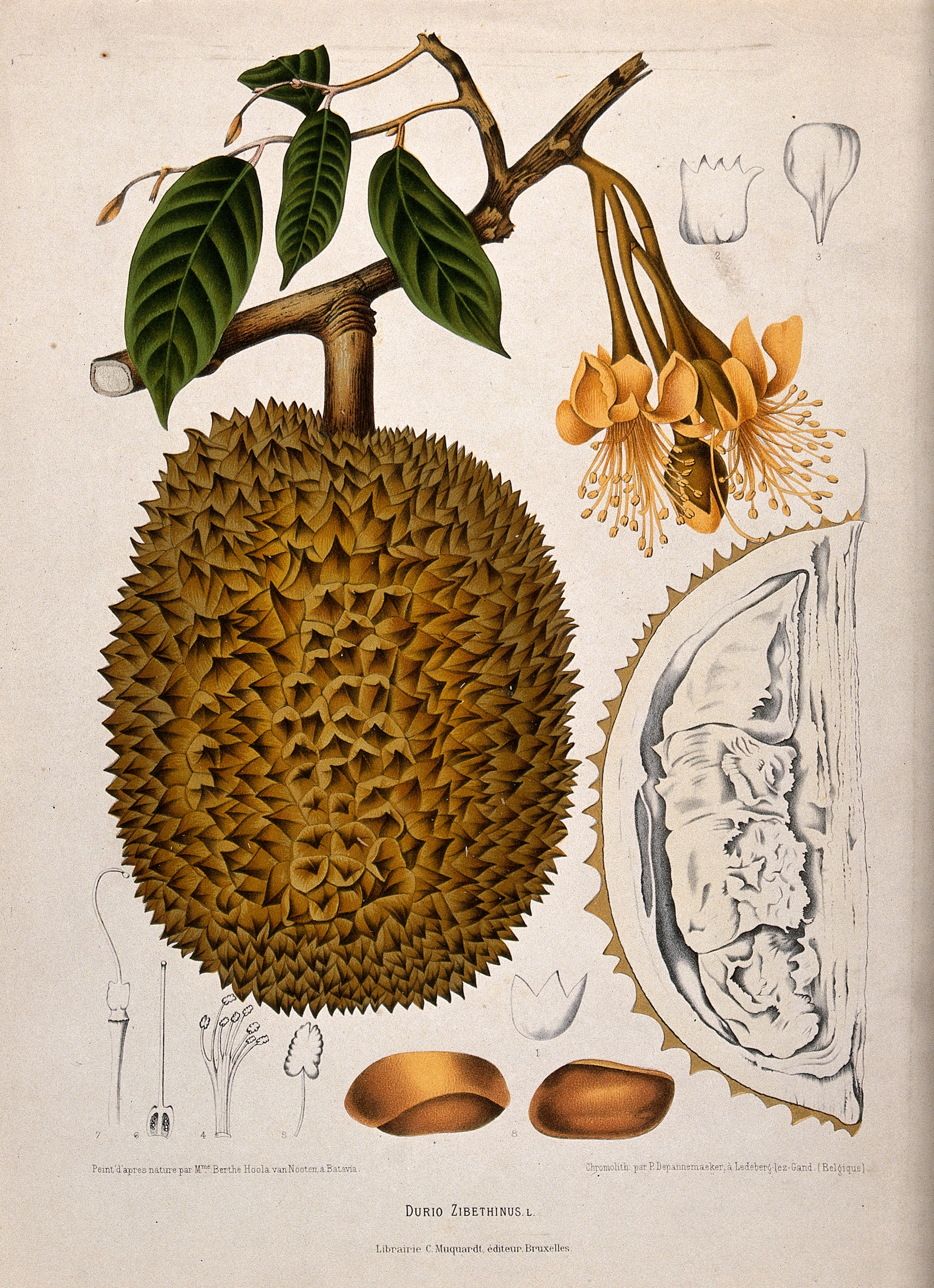
Durian (Durio zibethinus L.)
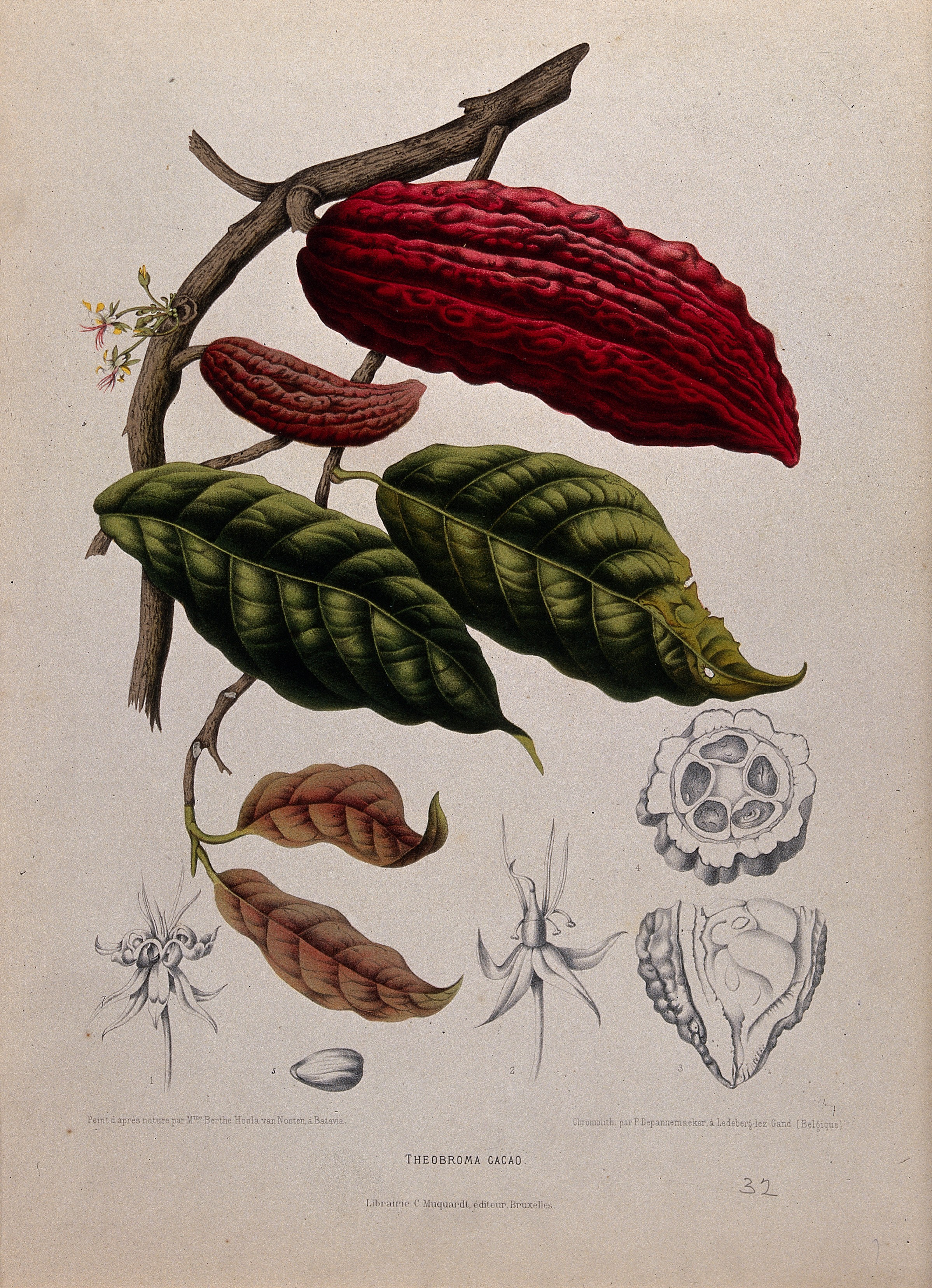
Cacao (Theobroma cacao L.)